# マルコ・アンドレオッリ
マルコ・アンドレオッリ（Marco Andreolli, 1986年6月10日 - ）は、イタリア・ポンテ・デッローリオ出身の元サッカー選手。ポジションはディフェンダー。

## 選手歴
カルチョ・パドヴァのユース出身。2003年にインテルのユースへ移籍。2005年5月のレッジーナ戦でセリエAデビュー。
2007年7月、クリスティアン・キヴのインテル移籍にともない、アンドレオッリの共同保有権がASローマに譲渡された。ローマでは出場機会が得られず、冬の移籍市場で当時セリエBのヴィチェンツァ・カルチョにレンタル移籍。2008年夏にローマはインテルより共同保有権の残りを買い取るが、シーズン開幕前にセリエBのUSサッスオーロ・カルチョへレンタルされる。
2009-10シーズン開幕前にローマに復帰。2009年10月22日に行われたUEFAヨーロッパリーグのフラムFC戦では後半ロスタイムに同点ゴールを決めた。
2010年8月24日にACキエーヴォ・ヴェローナへ完全移籍。2011年2月1日、古巣インテルへの共同所有権の譲渡が発表された。しかし、同年夏にキエーヴォが共同保有権を買い戻した。
2013年7月6日、6年ぶりにインテル復帰が決定した。2015年9月1日、スペインのセビージャFCへ買取オプション付きのレンタル契約で移籍。しかし2015年11月22日のレアル・ソシエダ戦で左足アキレス腱を負傷し長期離脱を強いられ、そのままシーズンを終えた。レンタル終了後にインテルへ復帰したが怪我の影響もあり戦力外となり、2016-17シーズンは6試合の出場にとどまった。
2017年7月7日、カリアリ・カルチョへ自由移籍で加入。
2019年1月31日、ACキエーヴォ・ヴェローナへ移籍した。

## 代表歴
2006年から2009年までピエルルイジ・カジラギ率いるU-21イタリア代表の一員としてプレーし、24試合に出場。UEFA U-21欧州選手権2009ではベスト4進出に貢献した。

## タイトル

### クラブ
インテル・ミラノ
- セリエA 2005-06, 2006-07
- コッパ・イタリア 2004-05, 2005-06
- スーペルコッパ・イタリアーナ 2005, 2006

セビージャFC
- UEFAヨーロッパリーグ 2015-16